# Barevný histogram

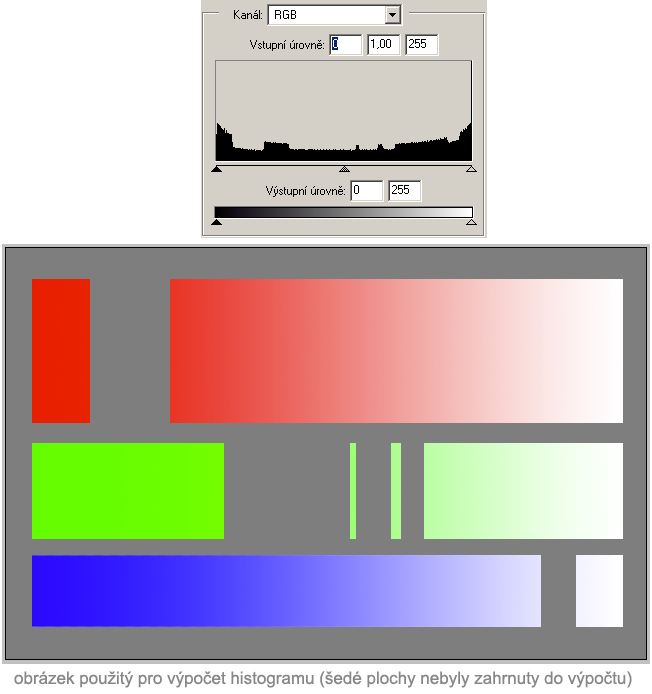
ukázka histogramu (koláž)

Barevný histogram je reprezentací rozložení barev v obrazu. Používá se v počítačové grafice a digitální fotografii. Vyjadřuje poměrné zastoupení počtu pixelů každého z daných barevných rozsahů v buď dvourozměrném (2D) nebo třírozměrném (3D) barevném modelu.
Histogram je měřítkem statistického popisu frekvenčního rozložení ve vztahu k výskytu frekvencí různých tříd barev. Třídy barev jsou určité oblasti v barevném prostoru. Každá třída barev v obrazu má svůj index, kterým se při výpočtu histogramu násobí. Pokud je v obraze zastoupena nejvíce modrá, neznamená to, že výsledný histogram bude odpovídat hlavně hodnotě modré barvy. Je to způsobeno tím, že lidské oko má pro různé barvy různou citlivost. Hodnoty pro jednotlivé barevné složky jsou proto obvykle stanoveny následujícím způsobem: Červená - 0,3; zelená - 0,59; modrá - 0,11.

## Přehled
Barevné histogramy jsou přizpůsobivé a mohou být použity v různých barevných modelech, ať již v barevném modelu RGB, CMYK nebo jakémkoli jiném barevném modelu. Histogram obrazu se nejprve vytváří z diskretizace barev v obrazu do několika skupin, počítáním pixelů v každé z nich. Například Red–Blue chromatický histogram může být vytvořen normalizací hodnot barevných pixelů rozdělením RGB hodnot na R+G+B, potom kvantizací a normalizací R a B souřadnic na N skupin každou; řekněme, že N = 4 z čehož může vzniknout 2D histogram který bude vypadat jako tato tabulka:
|              |         | red (červená) |         |    |    |
| 0-63         | 64-127  | 128-191       | 192-255 |    |    |
| blue (modrá) | 0-63    | 43            | 78      | 18 | 0  |
| blue (modrá) | 64-127  | 45            | 67      | 33 | 2  |
| blue (modrá) | 128-191 | 127           | 58      | 25 | 8  |
| blue (modrá) | 192-255 | 140           | 47      | 47 | 13 |

Podobně je tomu u histogramu třírozměrného obrazu, ačkoli je ho těžší zobrazit.

## Využití
Barevné histogramy se často využívají u digitální fotografie pro určení jasu ve scéně za účelem automatického vyvážení bílé. Histogram se využívá také při vyhodnocování satelitních nebo ortofotografických snímků. Dá se použít i při rozeznávání objektů v obraze - zde však existují určitá omezení.
Histogram poskytuje celistvý pohled na rozložení dat v obrazu. Barevný histogram obrazu je téměř neměnný při změně nebo rotaci osy pohledu, pouze se nepatrně mění s úhlem pohledu. Porovnáváním histogramových „podpisů“ dvou obrazů a porovnáváním jejich barevných obsahů, se histogram obzvláště hodí k rozpoznávání objektu na neznámé pozici v obrazu a rotaci uvnitř scény.
Hlavní nevýhodou histogramu pro katalogizaci je, že reprezentace je závislá na barvě objektu, s kterým se pracuje, a že ignoruje jeho tvar a texturu. Barevný histogram může eventuálně být stejný u dvou obrazů s jinými objekty, ale se stejnou barevnou informací. Naopak, bez prostorovosti nebo informace o tvaru, podobné objekty různé barvy mohou být nerozeznatelné, pokud použijeme k porovnání jejich histogramů. Není zde žádný způsob, jak bychom rozlišili červený hrnek od červeného talíře.